# Vranovice, Příbram
Vranovice là một làng thuộc huyện Příbram, vùng Středočeský, Cộng hòa Séc.